# Auletes wagenblasti
Auletes wagenblasti là một loài bọ cánh cứng trong họ Rhynchitidae. Loài này được Uyttenboogaart miêu tả khoa học năm 1935.